# Koń holsztyński

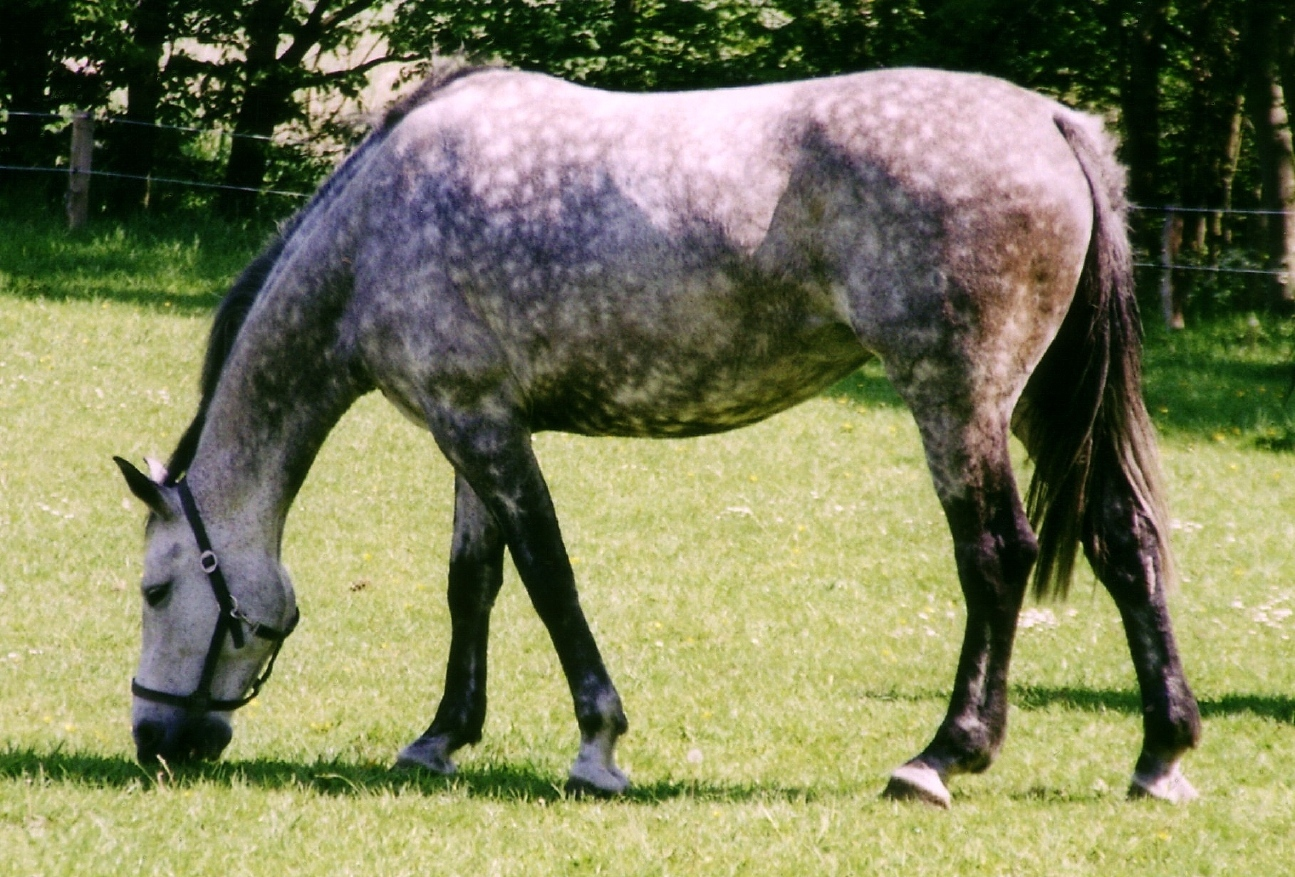
Koń holsztyński maści siwej jabłkowitej.

Palenie (piętno) koni holsztyńskich

Koń holsztyński – silny, duży, kalibrowy koń gorącokrwisty. Przeważa maść gniada z wszystkimi odcieniami, ale mogą też występować inne rodzaje umaszczenia. Znakowany piętnem.
Holsztyński region hodowlany znany jest od średniowiecza, kiedy używany był przez rycerzy podczas walk i turniejów. Hodowlę popierały panujące tu dwory: duński i północnoniemiecki. W XVIII i XIX wieku bardzo ceniono raczej konie ciężkie, ale energiczne i o żywym temperamencie, do powozu i pod wierzch. Był koniem wszechstronnym. Sprawdzał się jako koń roboczy w rolnictwie, w powożeniu i jako wierzchowiec zdolny do pokonywania dużych odległości.
Francuski mistrz jazdy konnej Guériniere chwalił także ich uzdolnienia do ujeżdżenia wedle klasycznej szkoły. Obecnie konie te hoduje się zgodnie z wzorcem niemieckiego konia wierzchowego: lekkie w typie, przeznaczone do użytkowania wierzchowego. Hodowla znajduje się przede wszystkim w rękach prywatnych.
Wysokość w kłębie: 160 - 170 cm.
Aktualnie używany w powożeniu, skokach przez przeszkody, do których jest predysponowany, oraz w zawodach WKKW, podczas których dzięki wydatnemu galopowi i długim kończynom z łatwością pokonuje duże odległości i przeszkody wysokościowe. Używany także chętnie podczas parad militarnych.